# Wiesław Adamski
Wiesław Adamski (IPA: []) (Wierzchowo, 26 luglio 1947 – Wałcz, 10 febbraio 2017) è stato uno scultore, pittore, disegnatore, scenografo, progettista e fabbro polacco.

## Biografia
Adamski, che viveva a Szczecinek,  si diplomò al Liceo artistico di Stettino e poi studiò presso la Scuola superiore statale di Belle Arti di Poznań. Si specializzò in piccole sculture, medaglie, ritratti e battitura del ferro. È stato insegnante d'arte, caricaturista, illustratore di libri e riviste, e umanista. Le opere di Adamski sono state esposte in molte città, tra queste Helsinki, Poltava, Berlino, Madrid, Washington DC, Filadelfia e Parigi. Si trovano opere d'arte dell'artista nella Galleria Erasmus di Rotterdam, nella Galleria d'arte di Ravenna, nel Museo regionale di Szczecinek, a Eutin, in Germania, e nel Museo Nazionale di Varsavia. Ha fatto, tra gli altri, un monumento gigante rappresentante una patata (con un'altezza totale di 3,95 m, telaio alto 9 m) a Biesiekierz vicino a Koszalin; una serie di medaglie per il 700º anniversario della città di Szczecinek, lo stemma dello Stato (un'aquila presente sul monumento che commemorava i vincitori dell'Emblema di Pomerania), un bassorilievo di un'aquila sull’edificio del Tribunale di Stettino e l'ormai scomparso monumento ai "Caduti in difesa del potere popolare in Pomerania centrale negli anni 1945-1952". Nel 1969 è stato membro del Comitato di premiazione del Ministero della Cultura e dell'Arte.
L'evento più significativo nella sua produzione artistica fu la grande Mostra Europea al Museum of Skills (museo delle arti pratiche) di Rotterdam, dove il suo trittico di marmo e bronzo: La vita di Leon in tre atti: 1. Latrina, 2. Ufficio (Bureau), 3. Asilo (Asylum) è stato esposto accanto alle opere di Rembrandt, Rubens, Hasior e Abakanowicz. Vinse due volte, nel 1981 e nel 1985, la prestigiosa Biennale nazionale polacca di piccole forme scultoree, così come fu due volte borsista del Ministro della Cultura e dell'Arte (nel 1982 e nel 1990). Nel 1979 ricevette il premio "Il Cavalluccio marino" (Konik Morski) per la scultura Cantiere navale; poi nel 2000 il primo premio nel Concorso nazionale per la protezione dell'ambiente naturale, che rivinse due anni dopo. Fu più volte invitato a partecipare alle mostre presso il museo del Centro dantesco dei Frati Minori Conventuali di Ravenna, dove ha vinto numerosi premi. Molte delle sue opere d'arte sono state acquistate da musei polacchi e internazionali, tra cui la scultura Collezione - venduta durante la Mostra Inter Art a Poznań, o la scultura Pegaso in vendita – venduta al Museo Nazionale di Bratislava. I gradini della Casa Bianca fu venduta al Presidente degli Stati Uniti (R. Nixon), e il Museo di Madrid dello sport (Museo del Deporte) espone la scultura Il Tifoso. Il Monumento alla patata a Biesiekierz è stato acclamato in America negli anni Ottanta come la più grande patata nel mondo e appare nel blasone della regione di Biesiekierz. Ha ricevuto per tre volte il riconoscimento Emerito per la cultura (Zasłużony dla Kultury). Nel 1975 divenne membro della sezione di Koszalin della ZPAP (Associazione Polacca degli Artisti e Progettisti). Fu anche membro della ZPAP del distretto di Stettino. Al Museo regionale di Szczecinek nel 2018 le sue opere si sono potute apprezzare nella Retrospettiva alla memoria In Memoriam, nel primo anniversario della morte dell'artista.

## Infanzia e gioventù
I genitori dell'artista, Janina e Tadeusz Adamscy, provenivano dalla regione di Varsavia. Durante l'occupazione, i genitori di Adamski dettero rifugio a una vecchia ebrea nel loro appartamento, per la qual cosa la madre di Adamski fu messa di fronte al plotone di esecuzione. Sfuggì per caso dalle mani dei soldati tedeschi. I genitori dell'artista si spostarono dalla capitale in rovina ai territori recuperati nel Nord della Polonia, dove gestivano una fabbrica di carne di proprietà e una macelleria. Wiesław Adamski nacque a Wierzchowo. L'artista visitava spesso suo nonno - anche lui un artista - a Magdalenka, vicino a Varsavia, e sua nonna a Pieczyska vicino a Grójec, dove trascorse la sua prima infanzia. Arrivò a Szczecinek nel 1951. Frequentò la Scuola elementare n. 1 di placu (piazza) Wazów. In giovane età era interessato alla letteratura, alla filosofia e alla mitologia. All'età di sette anni lesse I Cavalieri della Croce (The Knights of the Cross) e Trilogia (Trilogy), scritti da Henryk Sienkiewicz. Per il resto della sua vita è stato un erudito, un uomo colto e con una vasta conoscenza in tutti gli ambiti della vita. Fu ammesso alla scuola elementare un anno prima. Dopo la scuola primaria fu studente presso il Liceo Artistico di Lublino, che si trovava nel centro storico, vicino al castello, alla Porta Grodzka. Nel 1966 si diplomò al Liceo Statale di Belle Arti di Stettino. Nel 1968, Wiesław Adamski iniziò a studiare alla Scuola superiore statale di Belle Arti di Poznań sotto la guida dei professori Olgierd Truszczyński e Magdalena Więcek-Wnuk. Conseguì il diploma a pieni voti nel 1973. Apparteneva al gruppo degli studenti più dotati, già allora ebbe diversi successi e mostre significative nella sua attività artistica. All'università gli altri studenti lo soprannominarono Michelangelo. Gli fu offerto di rimanere all'università e di svolgere lavoro scientifico. Nel 1975 divenne membro della sezione ZPAP di Koszalin, e nel 1977 ricevette il permesso di utilizzare lo studio dell'artista Piotr Gendzel, che si era trasferito a vivere a Manchester, che è in via Wyszynski 59 (all'epoca via Maresciallo Zhukov).

## Stile di lavoro
Adamski amava lavorare con materiali naturali come metallo, granito, bronzo, legno e marmo. Iniziò la sua vita artistica come pittore. Il suo primo dipinto fu creato nei primi anni Settanta (all'inizio dei suoi studi), e ritraeva il paesaggio del giardino dei suoi genitori sulla ex via della Scuola (ul. Szkolnej). Come tutti gli scultori, riconosceva il genio e la perfezione di Michelangelo, tuttavia rimase molto impressionato dalle opere dello scultore e illustratore inglese Henry Spencer Moore. Negli anni Sessanta Adamski ebbe l'opportunità di spostarsi e di esporre le sue sculture in una mostra, che in quegli anni era un evento artistico, nella capitale della Pomerania occidentale. Le composizioni figurative e astratte di Moore ebbero un grande impatto sul suo lavoro durante i suoi studi presso il Liceo Statale di Belle Arti di Stettino. Il fascino per Moore gli indicò una direzione per il suo lavoro. La più grande influenza di Moore nell'arte di Adamski si può vedere nella sua scultura Antigone. Era interessato alla forma, all'introduzione della metafora nella scultura figurativa. Le sue sculture erano un simbolo della verità attorno all'uomo e sull'ambiente che l'uomo crea. La più grande ispirazione per l'artista era Dio che ha creato il mondo e la natura. Durante un'esposizione alla Galleria del Teatro Drammatico Baltico di Koszalin Foyer, nel 1999, l'artista dichiarò:
"Il primo scultore al mondo fu Dio (...) L'artista si avvicina all'ideale del Creatore".
La natura come opera perfetta dell'artista - Dio - è visibile in molte opere di Adamski, che si può osservare in sculture raffiguranti una formica: Agonia (Agonia), Concerto (Koncert), Desiderio (Pragnienie), In Cerca della Vita (Poszukiwanie życia), Die Ameisen (= Formiche, tit. origin. in tedesco).

## Mostre in Polonia, mostre private
- 1979 – Stettino – Giovani Artisti della Costa
- 1979 – Stettino - Cavalluccio marino
- 1981 – Koszalin-Słupsk “Lavoro dell'anno” (Premio)
- 1983 – Biennale di piccole forme scultoree - Poznań
- 1983 – Tbilisi, Poltava, Baku - Esposizione di piccola forma
- 1983 – Salone di Primavera - Koszalin
- 1985 – Biennale di piccole forme scultoree - Poznań
- 1986 – Triennale di Scultura da Ritratto - Sopot
- 1986 – Salone di Primavera  - Koszalin
- 1987 – Confronti Artistici della Polonia Settentrionale - Elbląg
- 1987 – Salone d'Inverno - Varsavia
- 1987 – Interart – Poznań
- 1989 – Zachęta-Varsavia, Mostra nazionale di scultura contemporanea.
- 1989 – Triennale di Scultura da Ritratto - Sopot.
- 1989 – Koszalin - Baltic Theater - mostra individuale
- 1996 – European Laboratory of Art - Tuchomie
- 1997 – La figura degli scultori - Orońsko.
- 1998 – Vicino e lontano - Szczecinek.
- 1999 – Riassunto della scultura del XX secolo - Orońsko.
- 1999 – Mostra personale di una scultura – PKO[2] - Stettino
- 2000 – Esposizione nazionale di scultura (Protezione ambientale)
- 2002 – BWA[3] - Stettino, 30º anniversario della creazione dell'autore (mostra individuale).
- 2002 – Galleria del Centro culturale di Stettino ART "Esposizione dopo anni"
- 2004 – Mostra all'aria aperta all'Ospedale oncologico di Golęcin, Stettino - 2004.
- 2008 – Mostra delle sculture nell'ambiente di Stettino - Włocławek.
- 2002 – Mostra Internazionale all'aria aperta a Buk.
- 2018 – Retrospettiva (In Memoriam),[4] mostra al Museo Regionale di Szczecinek in occasione del primo anniversario della morte dell'artista

## Mostre fuori dalla Polonia
- 1974 – Neubrandenburg, scultura all'aperto Rondine (Jaskółka)
- 1978 – Washington, I gradini della Casa Bianca
- 1980 – Centro Dantesco, Ravenna, La carrozza di Dante
- 1982 – Centro Dantesco, Ravenna, San Francesco e Dante
- 1983 – Tbilisi, Baku, Poltava, partecipazione a mostre di piccole forme.
- 1987 – Università Erasmus di Rotterdam - Arte polacca, Il ponte che collega Est e Ovest
- 1988 – Stadsmuseum Woerden, Tentoonstelling Poolse Kunst (= Mostra d'arte polacca) - 1988.
- 1988 – Brug tussen Oost en West (= Ponte tra Est e Ovest), Hedendaagse Poolse Kunst (= Arte contemporanea polacca) - 1988.
- 1988 – Budapest - Galerie Vigado Lengyel Kispla Sztika
- 1990 – Museo Oud – Rijnsburg (NL)
- 1997 - Ungheria (Balaton) Scultura all'aperto Acrobati
- 1997 - Partecipazione alla Biennale di Ravenna, negli anni 1973-1996.
- 1997 - Dante in Polonia
- 1998 - Close and Far Away (Vicino e lontano) - Bergen op Zoom (NL)
- 2007 - Mostre dell'ambiente di Stettino a Swerin, Neubrandenburg, Unde Miinde.

## Alcuni premi
- 1979 - 1º Premio Cavalluccio Marino per la scultura Cantiere Navale, Stettino
- 1981 - III Biennale di piccole forme scultoree - Poznań, Apoteosi del potere
- 1981 - Opera dell'anno per la scultura L'uccello, Dipartimento di Cultura e Arte di Koszalin (premio del pubblico)
- 1985 - V Biennale di piccole forme scultoree, I gradini della Casa Bianca, Poznań
- 1985 - Lavoro dell'anno, Nascita della vita, Koszalin-Słupsk, incluso il premio per un disegno.
- 2000 - 1º Premio del Maresciallo del Voivodato della Pomerania Occidentale, Stettino, per la scultura Agonia
- 2012 - Medaglia d'onore d'argento del Grifone della Pomerania Occidentale (Szczecinek)

## Versatilità del lavoro creativo: lavori di metallo, schizzi, progetti, illustrazioni
Il lavoro creativo di Adamski è andato oltre la pittura e la scultura. L'artista possedeva un talento versatile. Il suo lavoro creativo include: una scultura monumentale e una piccola forma, tra cui statuette e targhe, medaglie, ritratti (The Scout, Black Thirteen).
Nell'arte applicata e nella lavorazione dei metalli l'artista ha creato: lampade e lampadari, vetrine e insegne (Centro culturale di Szczecinek), bandiere forgiate (Castello dei Duchi di Pomerania a Stettino), bassorilievi (aquile per il Tribunale distrettuale di Koszalin), pannelli informativi, balaustre, porte, portoni forgiati e ferramenti per cancelli (Granaio storico industriale a Szczecinek). Inclusi i temi religiosi: edicole votive, altari, candele, tabernacoli e croci per le chiese (Madre di Dio Regina della Polonia a Grzmiąca).
Adamski fu anche un progettista (designer) di interni ed esterni. Tra i suoi progetti ci sono: pianificazione dello spazio (club Petit Palais a Breuil-Cervinia), piccola architettura, paesaggio e sviluppo del terreno (Jordan Garden a Szczecinek in via Sadowa), mobili, stucchi, murature di pietra, strutture per tetti, chioschi e gazebo, come lo schema e i colori della facciata. Il suo lavoro si occupò anche di: fontane (Two Bream [=due orate] e The Sturgeon [=lo storione] a Szczecinek), lapidi artistiche (per la madre della stilista Eva Minge) e cappelle (alla Vergine Maria di Jazłowiec). Ha anche creato schizzi, Rospo (Der Krötersitz), Fauno ed Euridice e Prélude à l'après-midi d'un faune; e illustrazioni per libri e giornali (Pensieri e parole d'argento, di Bogdan Urbanek 2015 ).

## Ultimi anni di vita
Adamski creò le sue opere d'arte per oltre 40 anni. Realizzò molte opere nel suo studio artistico, incluse quelle che decoravano e decorano, fino ad oggi, la sua città natale e altre città nel suo Paese: un monumento a Józef Piłsudski, una lapide che commemora il massacro di Katyn', una lapide del 700º anniversario a Warcisław IV sul muro del municipio di Szczecinek, fontane d'acqua sul lungomare, Grifoni sull'edificio in via Koszalińska, alabarde per il municipio, cartelli stradali che mostrano la direzione verso i paesi amici. Altre opere d'arte includevano l'insegna non più esistente di una farmacia con il simbolo di Esculapio, e la porta del Centro Culturale Szczecinek, che Günter Grass chiamava "La Porta del Tempio dell'Arte". Wiesław Adamski chiuse il suo laboratorio di scultura su pietra e metallo nel 2016. In seguito si dedicò al lavoro di fumettista e caricaturista. Fu anche coinvolto nell'insegnamento del disegno e della pittura, e magnifici artisti furono suoi discepoli, tra cui Marta Dudź, Dorota Dziekiewicz-Pilich e molti altri. All'epoca Wiesław Adamski si dedicò anche, insieme al suo amico Henryk Gaszkowski, a contrastare la burocrazia, a semplificare l'attività dei funzionari e a migliorare la qualità della vita dei residenti. La sua scultura, Citizen Włapko, è ancora un simbolo della corruzione, che egli considerava l'inevitabile risultato della burocrazia. Il sogno dell'artista era di finire le figurine che ritraggono la verità sull'uomo in forma di grottesco (buono / cattivo, bello / brutto, divertente / serio ecc.). La serie cominciò con la figurina Epigramma con una Pera, che presentò negli anni Ottanta alla fiera di Tbilisi. L'artista morì per un ictus, il 10 febbraio 2017, all'ospedale di Wałcz all'età di 69 anni. Fu sepolto, su sua richiesta, tra i suoi genitori nel cimitero di Szczecinek. Il suo ultimo lavoro incompiuto è il prototipo della Battaglia di Kępa Oksywska.

## Opinioni sull'artista
Durante la trasmissione alla radio polacca Koszalin, la pittrice Wiesława Markiewicz, ha ammesso che l'artista era conosciuto nell'ambiente artistico come "esperto di tecnologia. (...) Era ammirato e trattato da maestro".
Stanisław Biżek ha descritto Adamski come un "talento unico, grande artista. Bella figura".
Ryszard Kul ha detto che "Adamski ha un compito, un'idea, un pensiero, ha una grande facilità e una visione della forma e della massa del materiale. Wiesław Adamski crea le sue sculture non sulla base di 'cosa ne ricaverò', ma sulla base di ciò che il creatore ha presunto, che cosa voleva ottenere. In un bassorilievo, arte in cui è maestro, (...) cattura il personaggio della persona. Queste non sono opere morte."

## Opere scelte di Wiesław Adamski
- Monumento a Józef Piłsudski a Szczecinek
- I Gradini della Casa Bianca (anche noto come: I Gradini del Cremlino)
- Giustizia
- La Nascita della vita
- Don Chisciotte, dipinto
- La Contessa von Möltke, dipinto
- L'Amore di fronte a Dio: Dante e Beatrice
- Vita quotidiana a Dachau
- Agonia (noto anche come: Ant (= formica)
- L'Oratore
- I Montoni (a Budzistowo vicino a Kołobrzeg)
- Monumento alla patata a Biesiekierz
- Concerto
- Antigone
- Idolo Enface
- Colomba della pace
- Idea. Il Veicolo di Dante
- Monumento La Testa del Re (noto anche come: Il re che si è seppellito fino al collo)
- Il Cittadino Włapko

Galleria

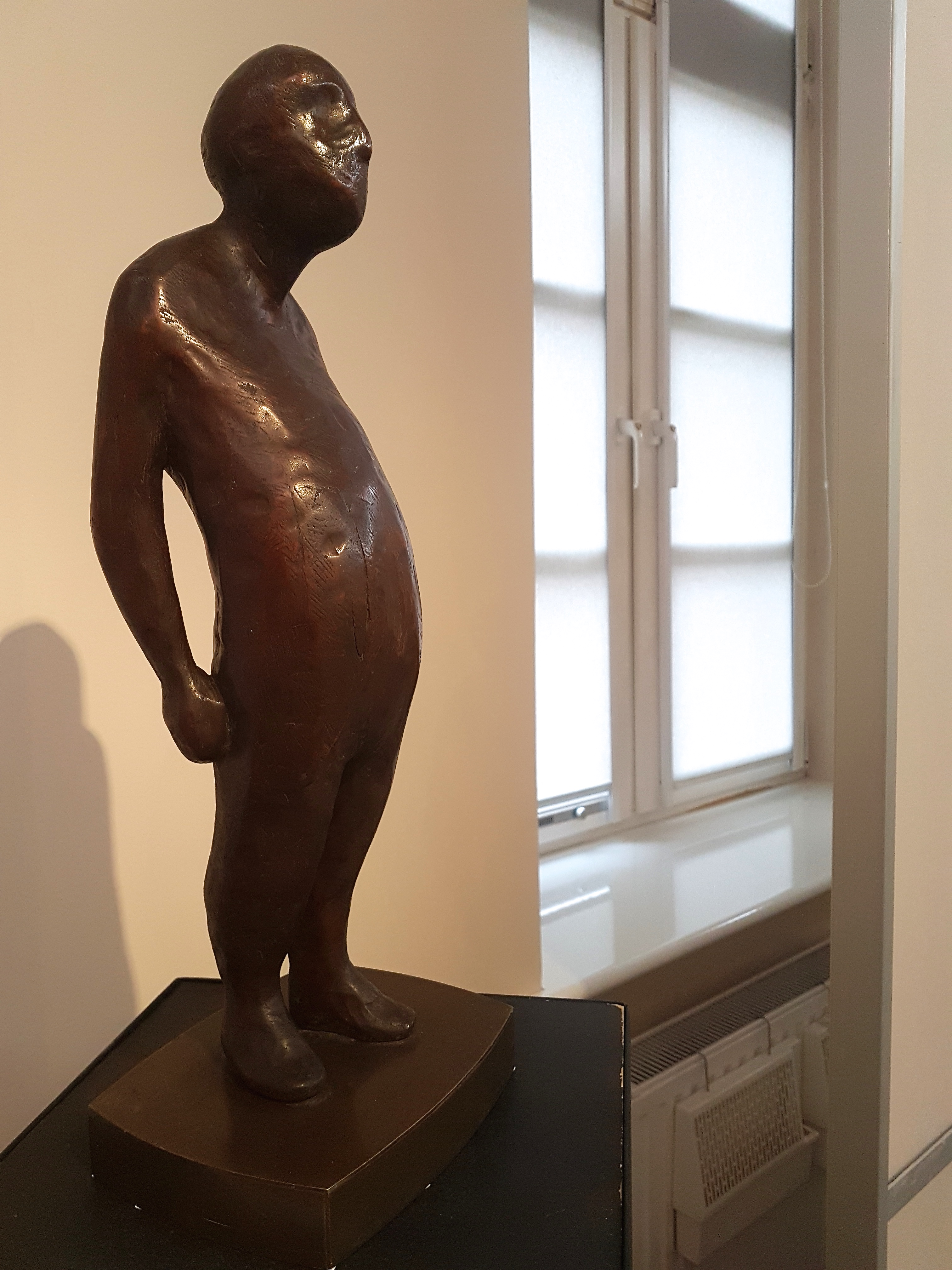
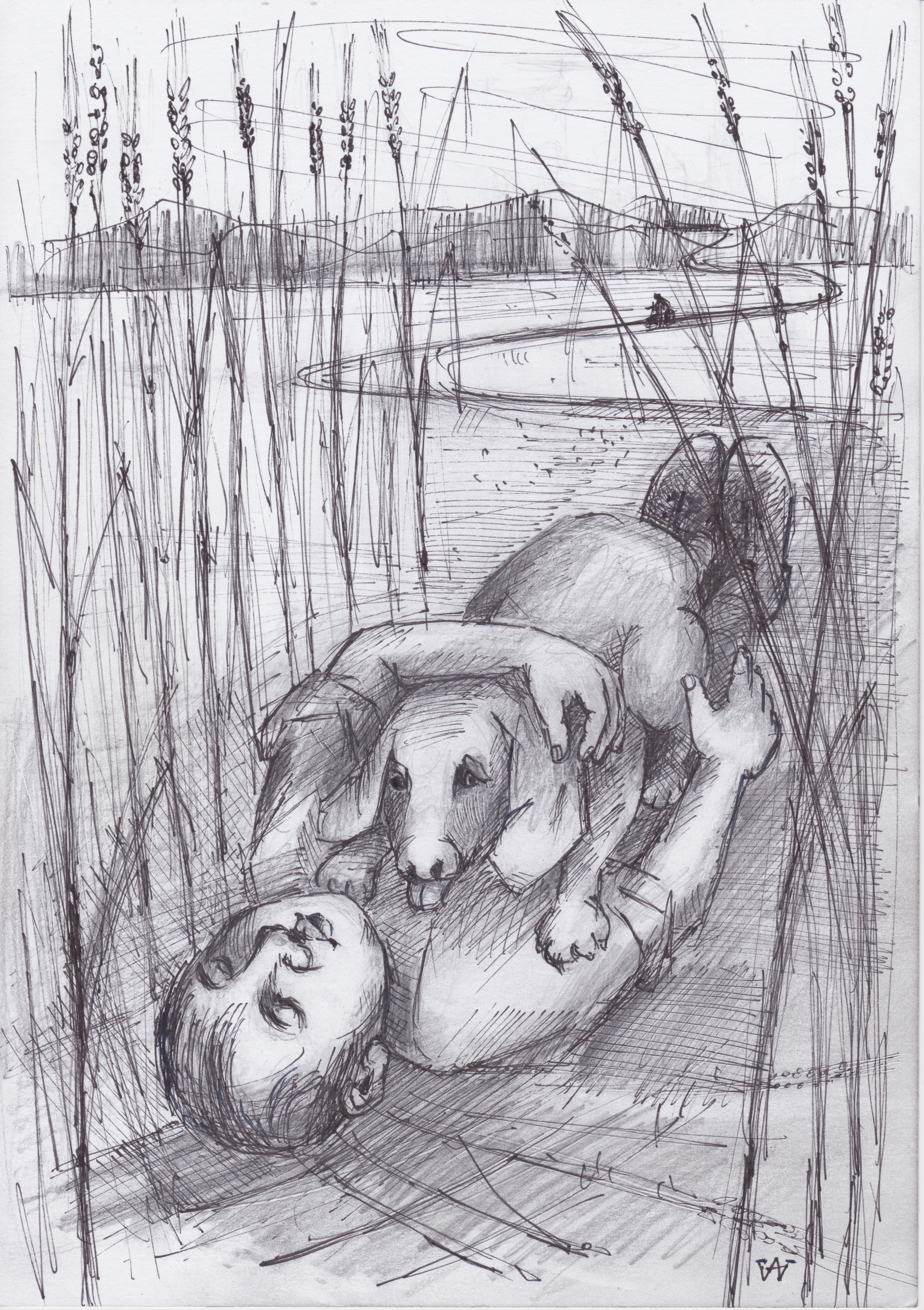
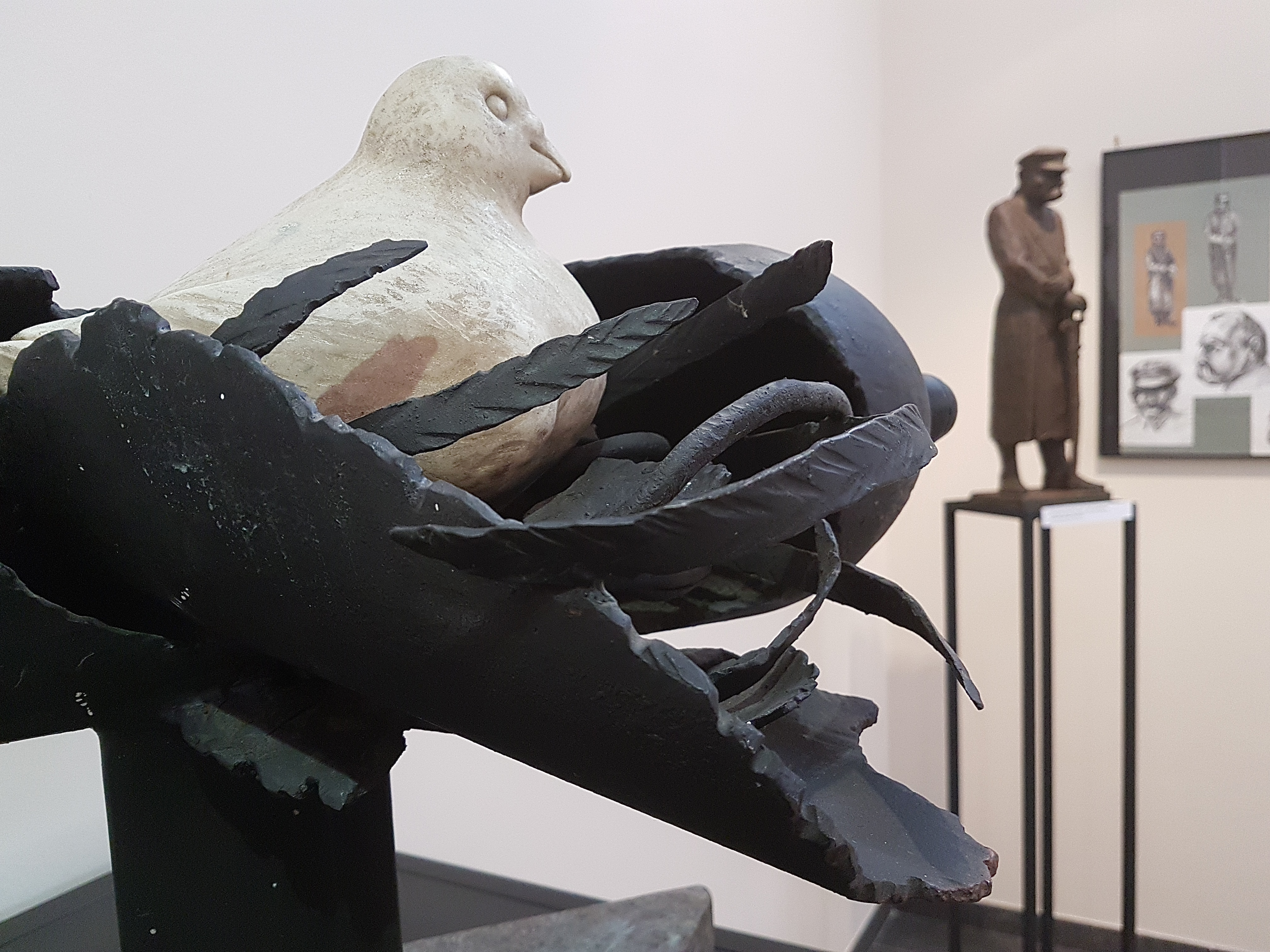
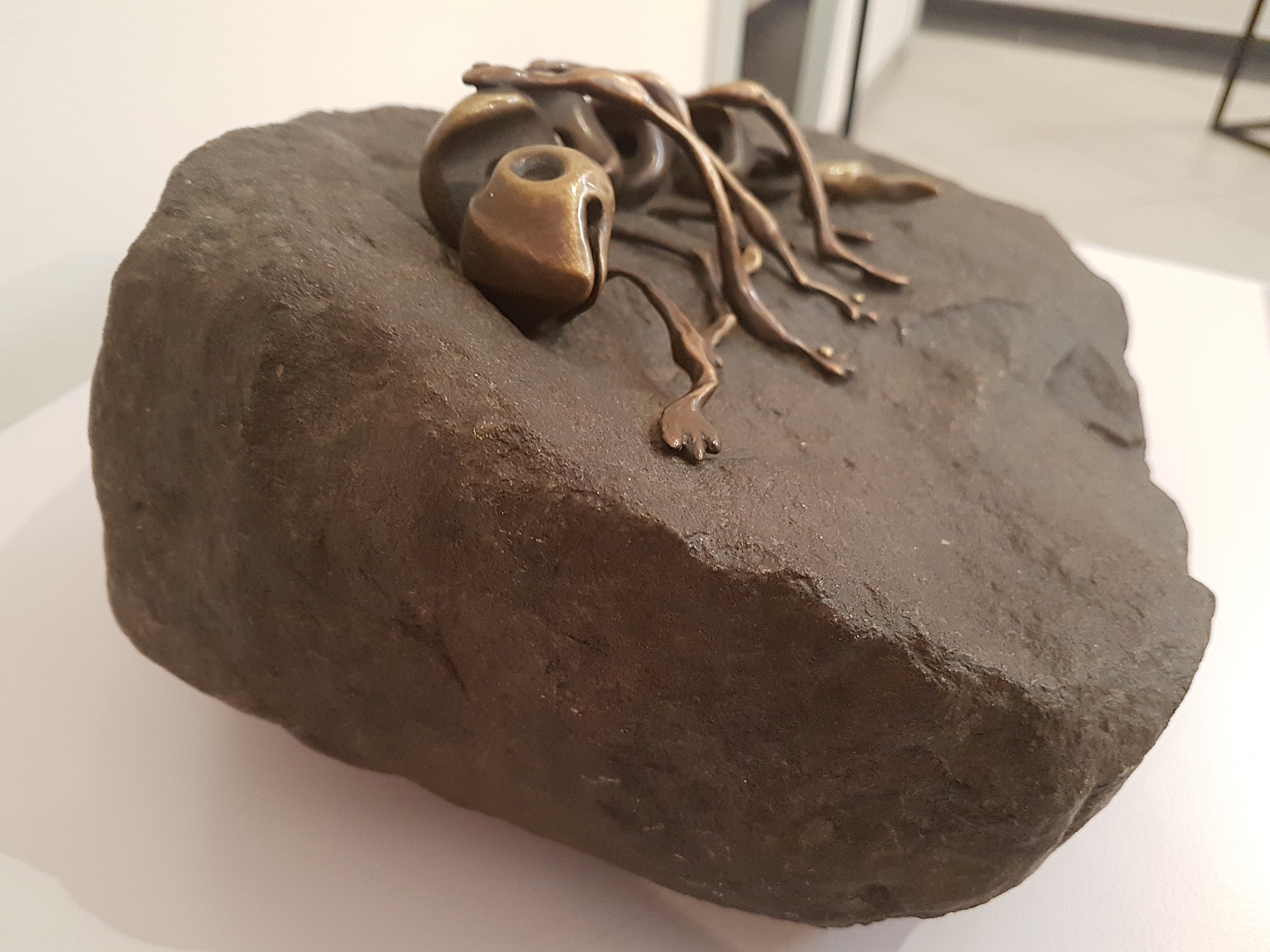
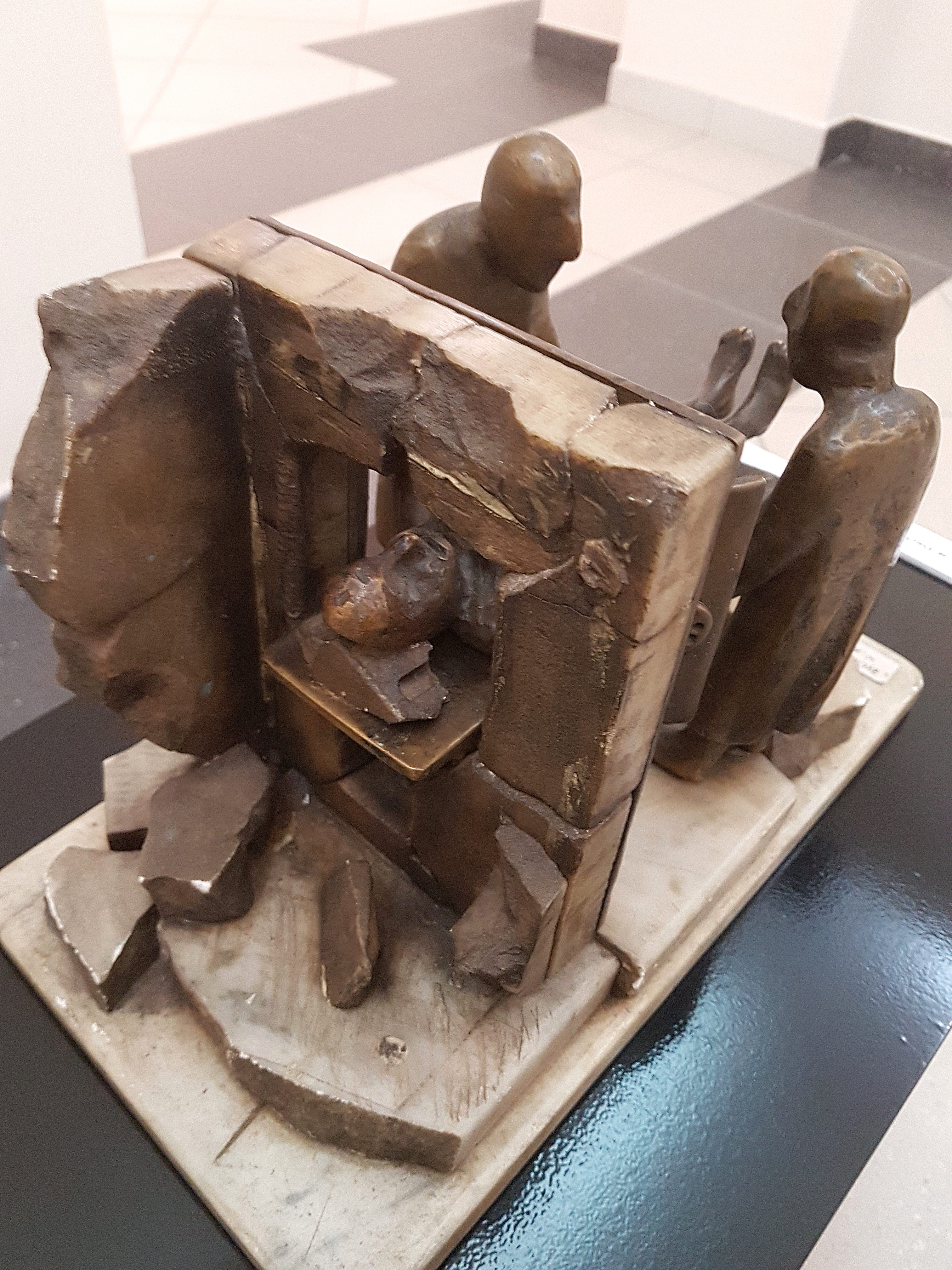
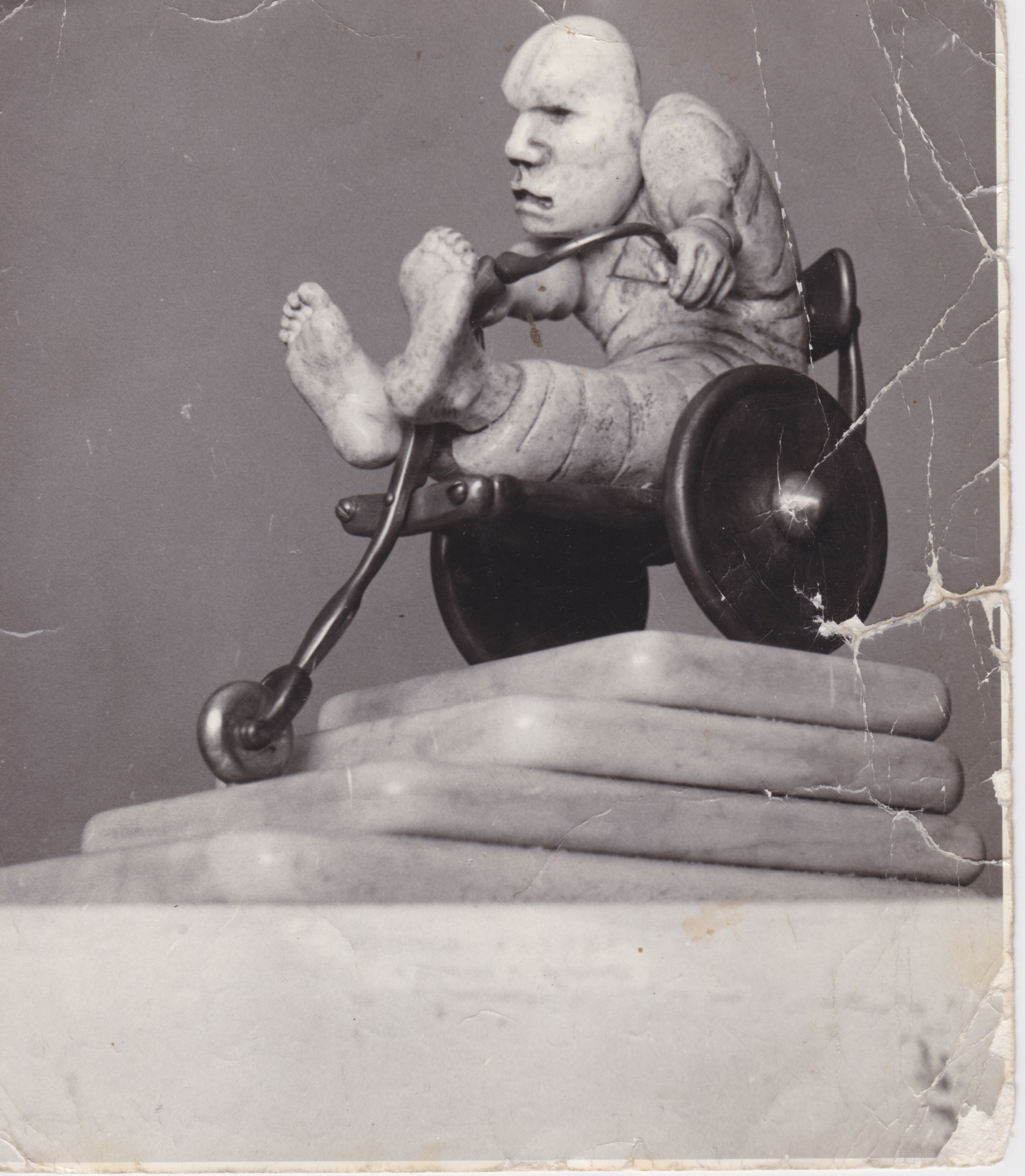

Titoli della Galleria (da sinistra a destra):
Io -  Ragazzo con cane - Colomba - Agonia - Vita quotidiana a Dachau - I Gradini della Casa Bianca

## Pubblicazioni
- Ryszard Kul, Andrzej A. Waśkiewicz Gdańsk Society of Friends of Arts, Galeria Punkt, 2002, p. 27
- Association of Polish Artists, Wiesław Adamski. The Sculpture
- Association of Polish Artists, The Sculpture section of the Szczecin District, Outdoor Sculpture, 2004
- Association of Polish Artists, Ecology, National Sculpture Exhibition, Natural Environment Protection, 2000